# Agrupació Nacionalista Catalana a la Gran Bretanya
Agrupació Nacionalista Catalana de la Gran Bretanya fou una entitat fundada a Londres el 1947 per Pere Mitjà, exiliat de guerra i des del 1946 delegat del FNC a la Gran Bretanya, Ramon Pons (vicepresident), Maria Victòria Vila, M. Quintanilla, Josep Nicolau, Montserrat Martí i J. Pitarque. Tenia un centenar d'afiliats i pretenia acollir els catalans residents a Anglaterra, donar a conèixer el fet català a la Gran Bretanya i fer accions de suport a l'interior. Pere Mitjà i Rafael Borí hi publicaren Catalan News. Els presidents honoraris foren l'heroi de guerra Carles Busquet i Morant i el pintor Esteve Frigola.
Pretenia ser el valedor a Londres del Consell Nacional Català, però les seves activitats van decaure a la mort de Josep Maria Batista i Roca. Darrerament és lligat al Casal Català de Londres i a l'Anglo-Catalan Society.